# 計量テンソル (一般相対論)
一般相対性理論における計量テンソル（けいりょうテンソル、英: metric tensor）とは、時空の局所的な曲がり具合、重力ポテンシャルを表すテンソルである。計量テンソルは単にメトリックと言う。

## 定義
計量テンソルは一般的にgμνと表される。計量テンソルは時間の関数なので、特殊相対論で表されていた計量テンソル{\displaystyle g_{\mu \nu }={\begin{bmatrix}-1&0&0&0\\0&1&0&0\\0&0&1&0\\0&0&0&1\end{bmatrix}}}ではなく、一般化し、{\displaystyle g_{\mu \nu }={\begin{pmatrix}g_{00}&g_{01}&g_{02}&g_{03}\\g_{10}&g_{11}&g_{12}&g_{13}\\g_{20}&g_{21}&g_{22}&g_{23}\\g_{30}&g_{31}&g_{32}&g_{33}\\\end{pmatrix}}}と表す。これは、空間に重力を適用するとき、0と1だけでは、空間の曲率が表せないため、一般化して行列の中がテンソルとなっている。一般化した計量テンソルは対象テンソルなので、01と10や12と21などμとνを入れ替えても同じな成分は無視してもよい。そして計量テンソルは単位テンソルの添え字を上げ下げしたものであり、同様に計量テンソルも右にあるテンソルやベクトルの添え字を上げる役割を持つ。例として、Aμ = gμνAμと表す。
性質として、計量テンソルは二階微分するとリーマン曲率テンソルになる。